# Nazli George
Nazli George es una actriz sudafricana. Es principalmente conocida por su actuación en las películas Vehicle 19, Hoofmeisie y Max and Mona.

## Biografía
George nació el 28 de mayo de 1966 en Lansdowne, Ciudad del Cabo, Sudáfrica. Desde los once años empezó a vivir con su abuela. Sus padres se divorciaron después de su nacimiento y su madre falleció cuando ella aún era una bebé.
A los seis años se unió a la Escuela de Ballet Carol Shapiro. Como bailarina de ballet, actuó en distintos festivales donde ganó algunos premios. También fue alumna de la Universidad de Ciudad del Cabo y del Trinity College de Londres.

## Carrera profesional
Ha escrito, dirigido y producido las mejores producciones que se estrenaron en el Baxter Theatre. En 1995, fundó la productora teatral 'NG Promotions'.
Participó en las series de televisión africanas Andries Plak y Riemvasmaak. En 2011, protagonizó el programa de comedia 'Color TV'. En el 2019 fue invitada a actuar en la telenovela 7de Laan. Debutó en la serie el 25 de diciembre de 2019 como 'Ivy Peterson'.

## Filmografía
| Año  | Título                    | Rol                      | Tipo                | Ref.  |
| ---- | ------------------------- | ------------------------ | ------------------- | ----- |
| 1991 | Die Allemans              | Vanessa Alleman          | Serie de televisión |       |
| 1995 | Onder Engele              | Evvie                    | Serie de televisión |       |
| 2004 | Plek van die Vleisvreters | Hettie September         | Serie de televisión |       |
| 2004 | Max and Mona              | Jacqueline               | Película            | [ 4 ] |
| 2006 | Running Riot              | Dolores Domingo          | Película            | [ 4 ] |
| 2007 | Andries Plak              | Milly van der Westhuizen | Serie de televisión |       |
| 2007 | Dryfsand                  | Hilde Lindenberg         | Serie de televisión |       |
| 2008 | Riemvasmaak               | Anna Malgas              | Serie de televisión |       |
| 2011 | Hoofmeisie                | Dorothea Carolus         | Película            | [ 4 ] |
| 2013 | Vehicle 19                | Mujer de mediana edad    | Película            |       |
| 2014 | Homeland                  | Enfermera                | Serie de televisión |       |
| 2018 | Swartwater                | Dotty                    | Serie de televisión |       |
| 2020 | 7de Laan                  | Ivy Peterson             | Serie de televisión |       |

## Vida personal
George está casada y es madre de una hija.